# Batalla d'Ellandun
La Batalla d'Ellandun, també coneguda com la Batalla de Wroughton, es va lliurar al setembre de l'any 825 entre les forces del Regne de Wessex, liderades pel rei Egbert, i les del Regne de Mèrcia, sota el comandament del rei Beornwulf. Aquest enfrontament és considerat pels historiadors com una de les batalles més decisives de la història anglesa, ja que va establir la dominació dels saxons occidentals al sud d'Anglaterra.

## Context històric
Durant el segle VIII i principis del IX, els reis de Mèrcia exercien una hegemonia fluctuant sobre els regnes del sud-est d'Anglaterra, imposant el seu domini i, en ocasions, governant directament. Tot i que Wessex havia reconegut en algun moment la supremacia de Mèrcia, va aconseguir escapar del control més intrusiu que Mèrcia exercia sobre altres regnes.
El pare d'Egbert, Ealhmund de Kent, havia estat rei de Kent durant la dècada del 780, fet que va portar la seva família a un conflicte amb les ambicions d'Offa de Mèrcia, qui buscava imposar el seu govern directe sobre Kent. Després de la mort del seu pare, Egbert va ser exiliat per Offa, amb la cooperació del rei Beorhtric de Wessex.
L'ascensió d'Egbert al tron de Wessex el 802, després de la mort de Beorhtric, va ser seguida immediatament per un enfrontament violent amb Mèrcia. No obstant això, les fonts disponibles no revelen més conflictes entre els dos regnes abans del 825.

## La batalla
Al setembre de 825, els exèrcits de Wessex i Mèrcia es van enfrontar prop d'Ellandun, l'actual Wroughton, a prop de Swindon a Wiltshire. Les forces de Wessex, liderades per Egbert, van obtenir una victòria decisiva sobre les tropes de Beornwulf. Aquesta derrota va minar significativament el poder de Mèrcia a la regió.

## Conseqüències
Després de la victòria a Ellandun, Egbert va consolidar el seu control sobre els territoris del sud-est d'Anglaterra que anteriorment estaven sota la influència de Mèrcia. Aquesta expansió va marcar l'inici de la preeminència de Wessex, que eventualment conduiria a la unificació dels regnes anglesos sota una única corona.